# Anton Sergejewitsch Ladygin

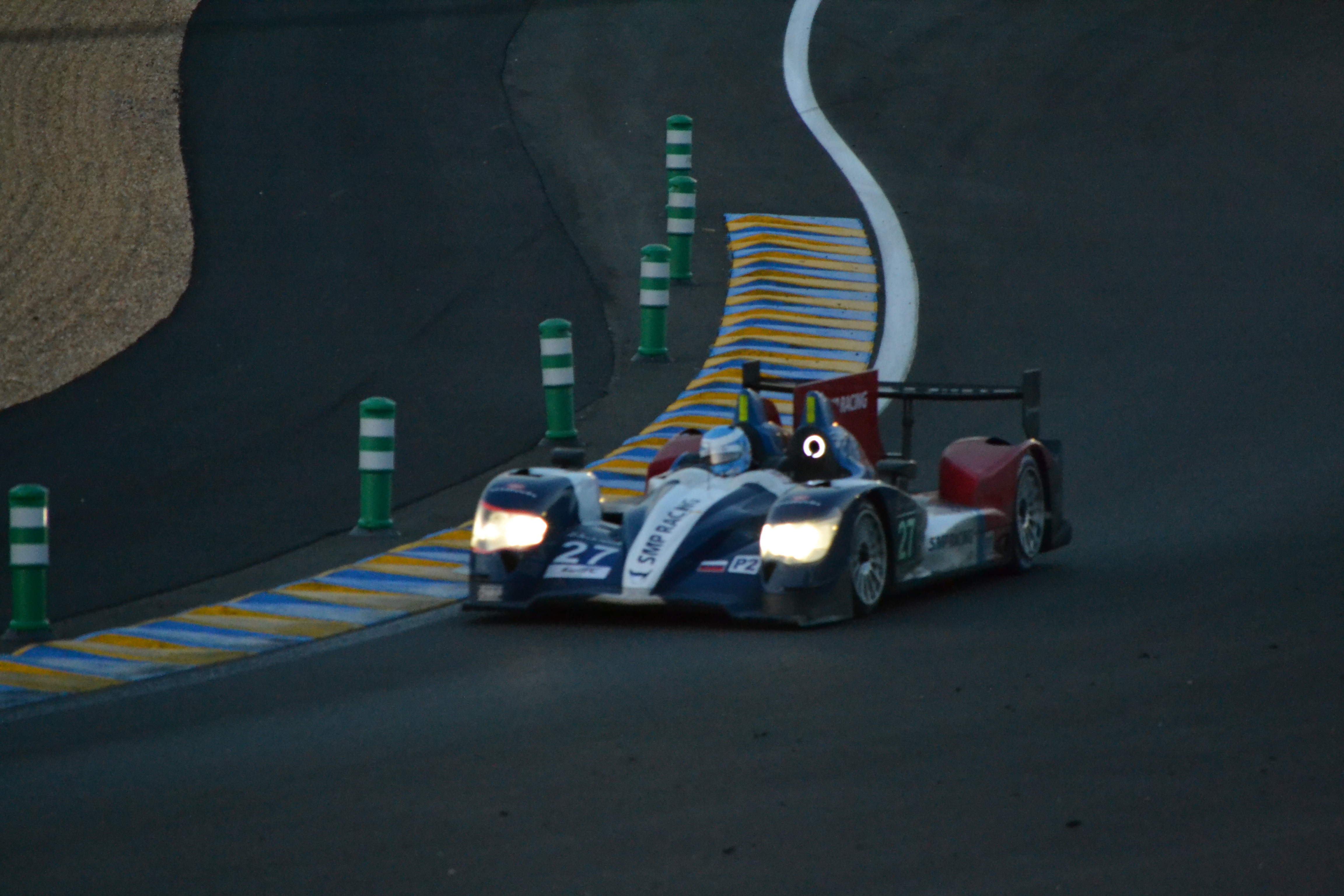
Der Oreca 03 von Mika Salo, Anton Ladygin und Sergei Jurjewitsch Slobin in den Abendstunde des 24-Stunden-Rennens von Le Mans 2014

Anton Sergejewitsch Ladygin (russisch Антон Сергеевич Ладыгин; * 6. August 1989 in Swerdlowsk) ist ein ehemaliger russischer Autorennfahrer und der jüngere Bruder von Kirill Ladygin.

## Karriere
Anton Ladygin kam Jahre später als sein Bruder mit dem Motorsport in Berührung. Der 11 Jahre Jüngere kam über den Kartsport zum GT- und Sportwagensport. Ab 2013 ging er in der FIA-Langstrecken-Weltmeisterschaft  und der Blancpain Endurance Series an den Start. Seine bisher beste Platzierung in der Blancpain Endurance Series war der fünfte Gesamtrang beim 1000-km-Rennen auf dem Nürburgring 2013. Ab 2014 fuhr er auch in der European Le Mans Series. Dort war sein bisher größter Erfolg ein dritter Rang beim 4-Stunden-Rennen auf dem Red Bull Ring 2015. Zweimal war er beim 24-Stunden-Rennen von Le Mans am Start, mit dem 33. Rang 2015 als bestem Ergebnis.

## Statistik

### Le-Mans-Ergebnisse
| Jahr | Team       | Fahrzeug            | Teamkollege       | Teamkollege    | Platzierung | Ausfallgrund |
| ---- | ---------- | ------------------- | ----------------- | -------------- | ----------- | ------------ |
| 2014 | SMP Racing | Oreca 03            | Sergei Slobin     | Mika Salo      | Rang 37     |              |
| 2015 | SMP Racing | BR Engineering BR01 | Michail Aljoschin | Kirill Ladygin | Rang 33     |              |

### Einzelergebnisse in der FIA-Langstrecken-Weltmeisterschaft
| Saison | Team       | Rennwagen           | 1   | 2   | 3   | 4   | 5   | 6   | 7   | 8   |
| ------ | ---------- | ------------------- | --- | --- | --- | --- | --- | --- | --- | --- |
| 2014   | SMP Racing | Oreca 03            | SIL | SPA | LEM | AUS | FUJ | SHA | BAH | SAO |
| 2014   | SMP Racing | Oreca 03            | DNF | 11  | 37  | DNF | 12  | 12  | 9   | DNF |
| 2015   | SMP Racing | BR Engineering BR01 | SIL | SPA | LEM | NÜR | AUS | FUJ | SHA | BAH |
| 2015   | SMP Racing | BR Engineering BR01 | 33  |     |     |     |     |     |     |     |